# Atheta nacta
Atheta nacta är en skalbaggsart som beskrevs av Thomas Casey 1911. Atheta nacta ingår i släktet Atheta och familjen kortvingar. Inga underarter finns listade i Catalogue of Life.